# Lyndall Urwick
Lyndall Urwick (3 de marzo de 1891 - 5 de diciembre de 1991), fue un consultor de negocios y uno de los pensadores más influyentes del Reino Unido. Reconocido por la integración de las ideas de los primeros teorizantes como Henri Fayol, en una teoría comprensiva de la administración, escribió el libro "Los Elementos de administración del negocio (The Elements of Business Administration") el cual fue publicado en 1943.

## Biografía
Nació en Worcestershire, Inglaterra, hijo de uno de los socios de los hermanos Fownes, una firma de fabricación de guantes establecida hace mucho tiempo, fue educado en la escuela Repton y en la nueva Universidad de Oxford, donde leía Historia.
Estuvo al servicio activo en los fosos durante la , llegando al rango de comandante y siendo condecorado con la cruz militar, por lo que su respeto por el entrenamiento militar afectaría posteriormente su visión sobre la gerencia.
Luego de la guerra, se unió al negocio de su padre, en Hermanos Fownes y fue reclutado por Seebohm Rowntree cabeza de las compañías de chocolates de York y filántropo progresista. El papel de Urwick consistió en asistir en la modernización de la compañía, aplicando su propio pensamiento, el cual tenía un influencer principal: una fue el trabajo de Frederick Taylor en su concepto de la administración científica.
Su creciente reputación como pensador Británico en gerencia y administración le merecieron una cita en 1928 como director del instituto internacional de gerencia en Ginebra, este instituto duró poco tiempo cerrando en 1933, pero le proporcionó a Urwick la oportunidad no solo para conferenciar ampliamente para producir sus libros El significado de la Racionalización y la Gerencia del Mañana, fue durante este periodo en el cual Urwick llegó a ser particularmente aficionado a promover el trabajo de Henri Fayol a la audiencia Inglesa.
Cuando Urwick volvió a Gran Bretaña, él estableció una consulta de la gerencia, Urwick Orr y los socios que vinieron ser una de las compañías principales de este tipo en los años 1940 y los años 1950. Al mismo tiempo, sus intereses intelectuales continuaron. Una de sus crecientes preocupaciones era la carencia de la educación en gerencia en Gran Bretaña. Él estuvo implicado en las discusiones más tempranas para lo que se convirtió en 1948, la universidad del personal administrativo. Su propia visión de la educación requerida no estaba acorde con la de la universidad, la cual se concentró en un curso de tres meses para ejecutivos establecidos. El hubiese preferido algo mucho más cercano al modelo de la escuela del negocio americana, empañando un curso más largo y dirigido a estudiantes antes de obtener experiencias. Era una continua frustración para Urwick que las dos Universidades más antiguas de Inglaterra fallaran al promover la educación gerencial. Años más tarde, Lyndall Urwick se retiró a Australia, donde murió en 1983, sus trabajos fueron donados a la universidad del personal administrativo, para entonces retitulada universidad de la gerencia de Henleys